# Rue Charles-Frérot
La rue Charles-Frérot est une voie de circulation se trouvant à Gentilly dans le Val-de-Marne.

## Situation et accès

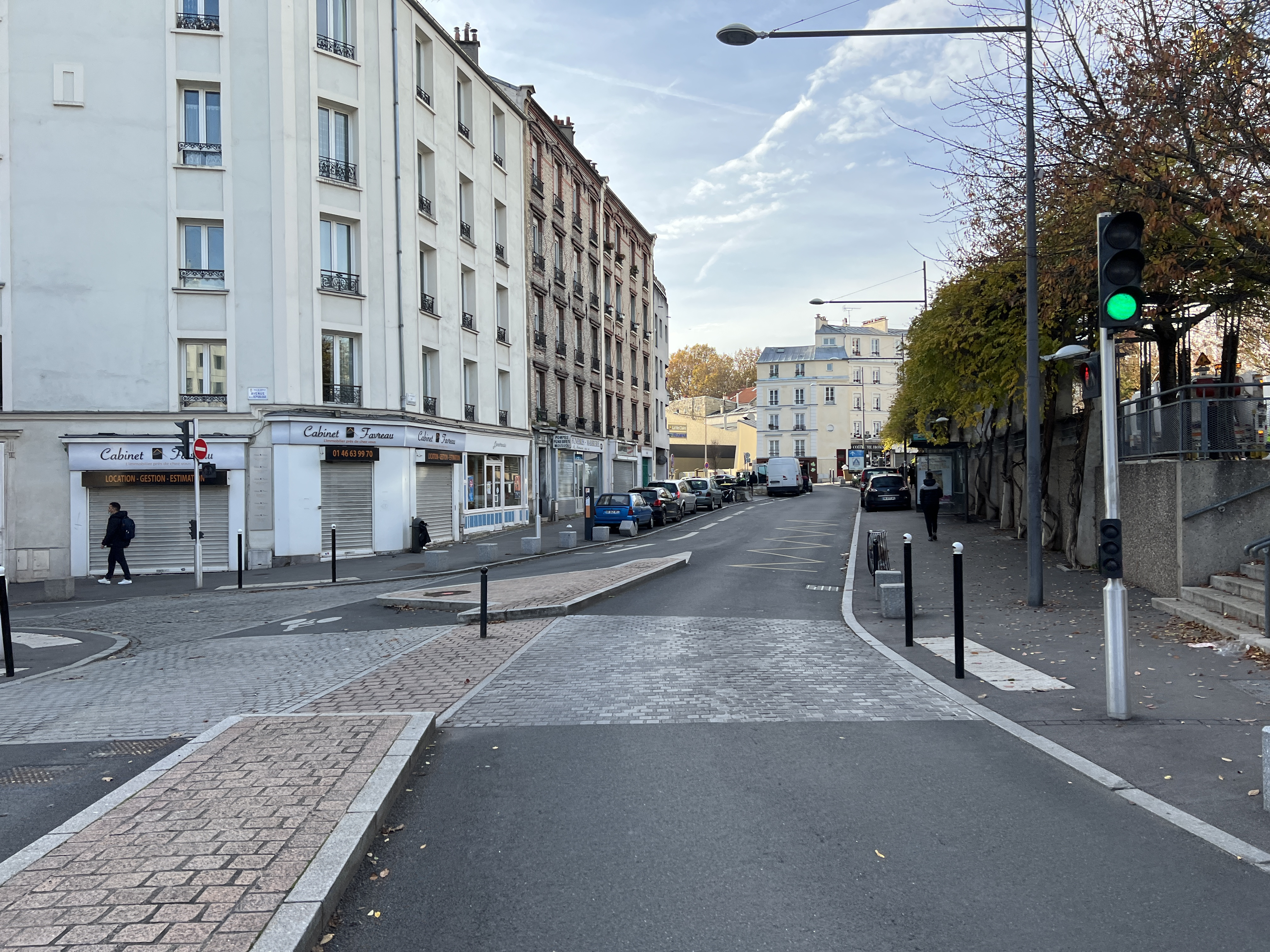
La rue Charles-Frérot en 2021.

Elle rencontre notamment l'avenue Jean-Jaurès et la rue Albert-Guilpin.

## Origine du nom
Cette rue tient son nom de Charles Frérot, maire de la ville de 1944 à 1962.

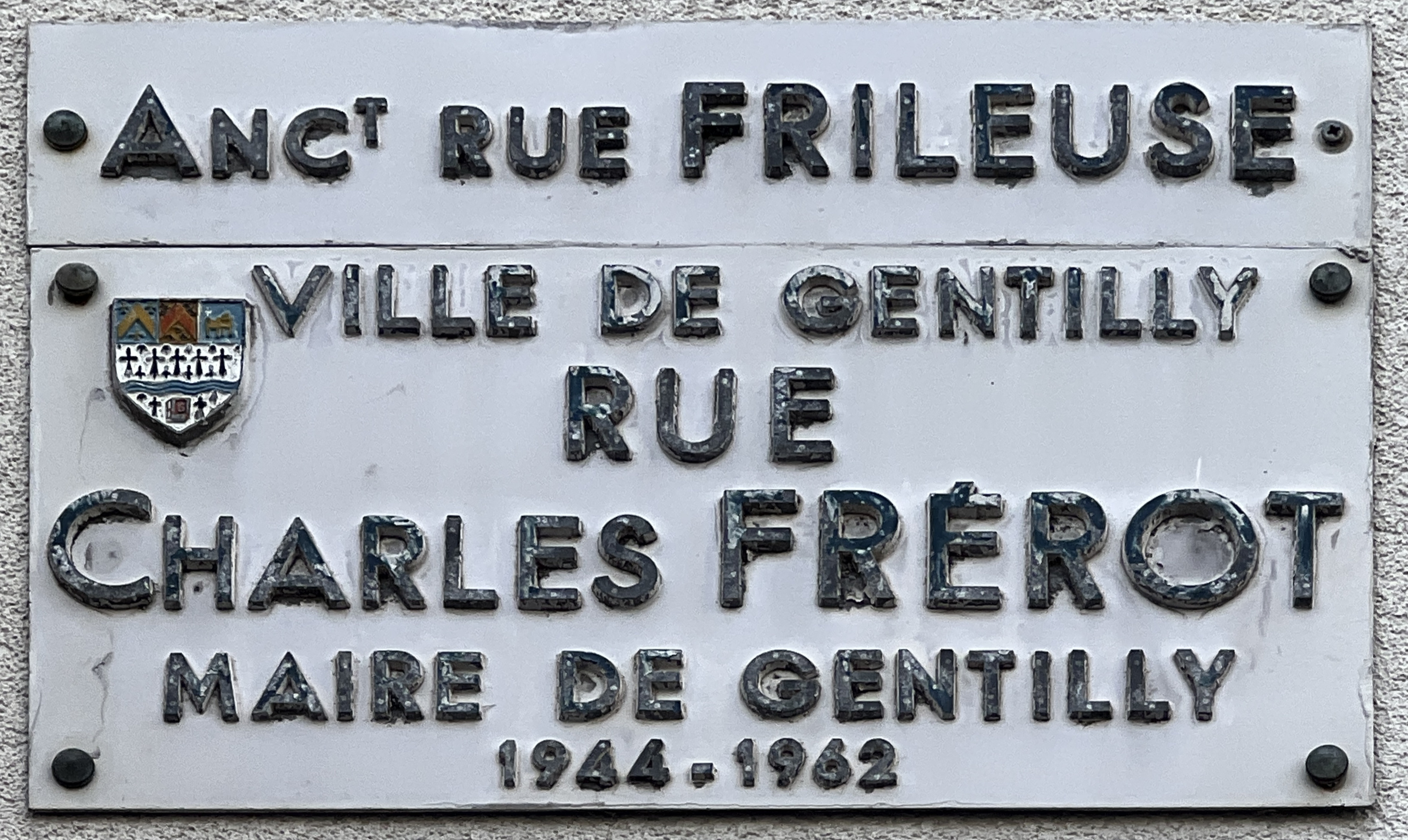
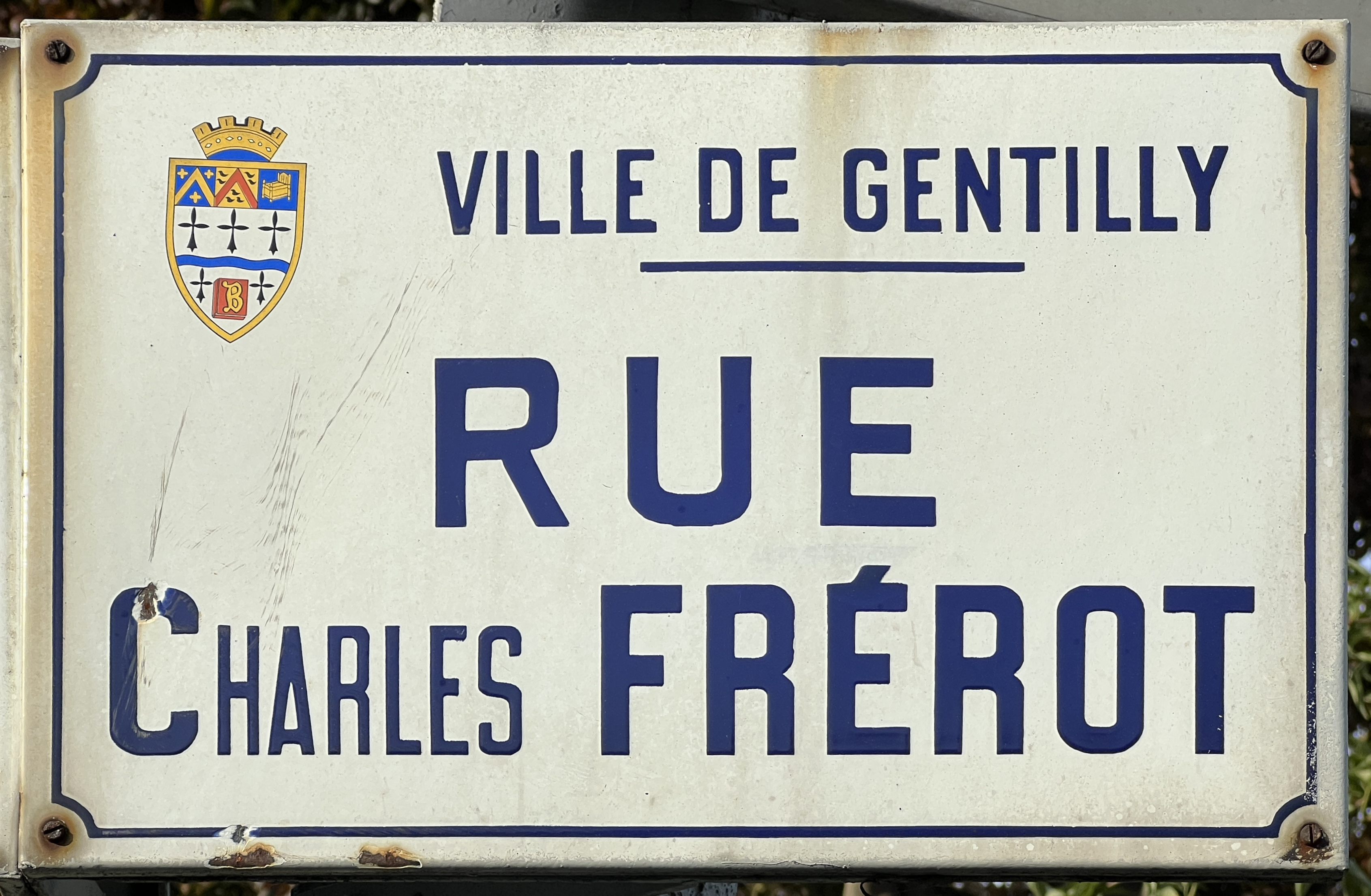
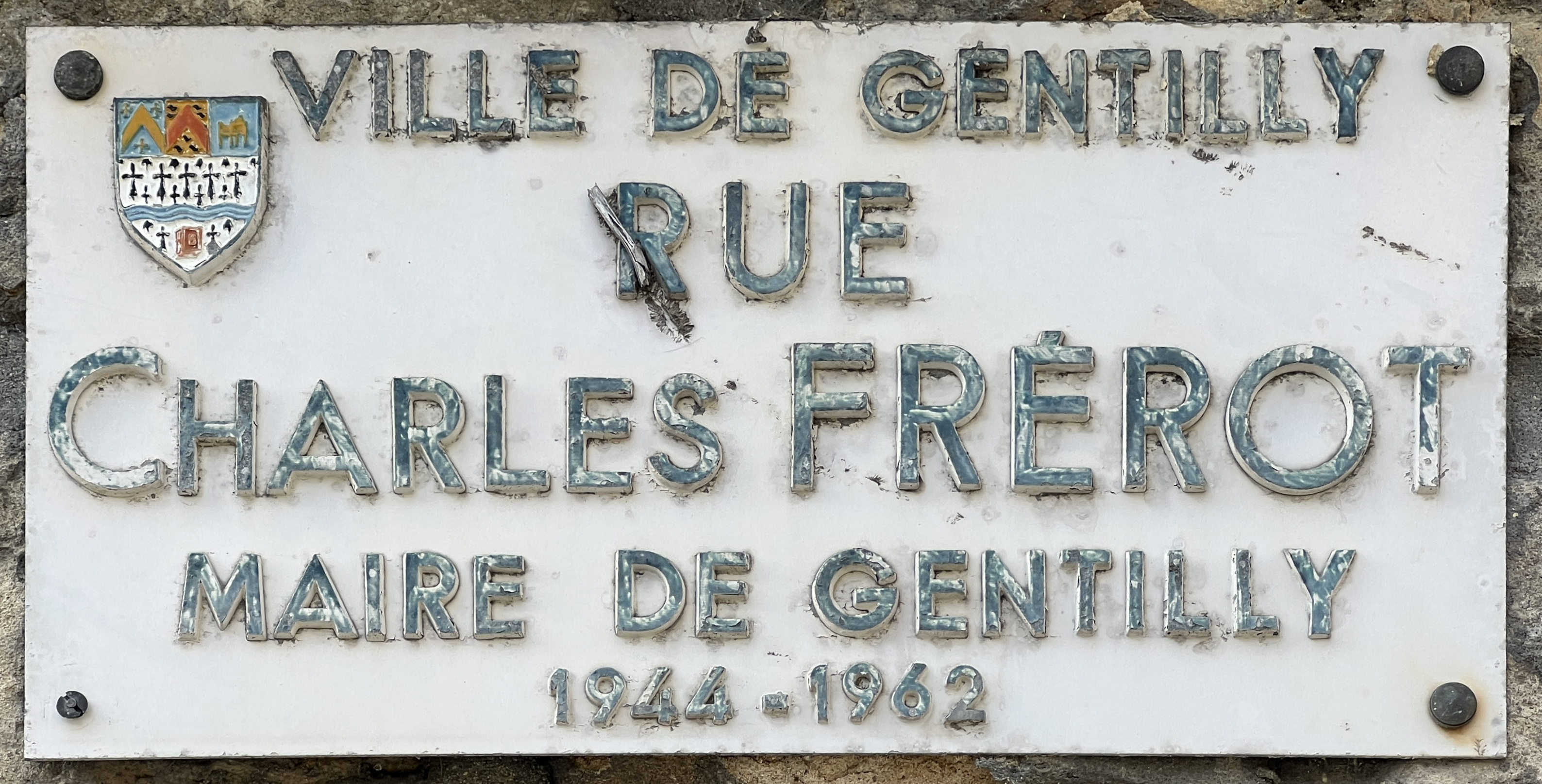

## Historique
Cette rue s'appelait autrefois chemin d'Arcueil, ville vers laquelle elle se dirige, puis Grande-Rue.
Elle prit plus tard le nom de rue Frileuse. Le marché Frileuse sis place de la Victoire-du-8-Mai-1945,, ainsi que la Cité Frileuse, en conservent l'ancienne appellation.
Victor Hugo séjourna en 1822 rue Frileuse dans une tour, vestige d'un ancien château qui appartenait au père de sa fiancée Adèle Foucher. Cette propriété séparée de l'église Saint-Saturnin par la Bièvre comportait un moulin à blé au bout d'un bief de la rivière. L'ancien château est vendu et transformé en un immeuble de rapport. Cet immeuble est abattu en 1926 et  remplacé par une fabrique de moutarde et de vinaigre à la marque « Pikarome » puis par l'ensemble HLM de Frileuse à la fin des années 1950.

## Bâtiments remarquables et lieux de mémoire
- Église Saint-Saturnin de Gentilly.
- Cinéma La Gaité-Palace, recensé dans l'inventaire général du patrimoine culturel.
- Ancien Orphelinat des Sœurs de Saint-Vincent de Paul[10],[11].
- Bureaux du CGFP (Comptoir Général Des Fontes et Plastiques).